# Штейнберг, Роман
Роман Штейнберг (также Стейнберг, эст. Roman Steinberg, 5 апреля 1900 — 20 мая 1939), впоследствии сменивший фамилию на Кивимяги (эст. Kivimägi) — эстонский борец греко-римского стиля, призёр Олимпийских игр в Париже (1924).

## Биография
Роман Штейнберг родился 5 апреля 1900 года в Таллине, Российская империя.
Работал судовым мотористом.
В ряде источников указано, в том числе в Эстонской энциклопедии, что Роман Штейнберг умер в 1928 году в Таллине в возрасте 28 лет. Тем не менее, эта информация не соответствует действительности, так как существует опубликованная информация о том, что Штейнберг оказался в заключении на 7 недель из-за того, что не задекларировал бутылки алкоголя. И нарушение, и период заключения случились уже после опубликованной Эстонской энциклопедией датой смерти спортсмена.
В 1938 году Роман Штейнберг сменил фамилию на Кивимяги, что является дословным переводом на эстонский язык.
Был женат на Анетте Такк (свадьба состоялась после 1938 года).
Умер в возрасте 39 лет, 20 мая 1939 года. Об этом свидетельствует запись в Päevaleht ja Uudisleht и дата на надгробном камне.

## Карьера
Начал заниматься борьбой в спортивной секции «Вальвая», в конце концов перешёл в «Калев», где стал тренироваться под руководством Роберта Окса.
В 1921 стал чемпионом Эстонии в полусреднем весе по греко-римской борьбе. В следующем году перешёл в средний вес, и завоевал ещё два национальных титула в 1922 и 1923 годах.
В 1924 году на Олимпийских играх 1924 года в Париже завоевал бронзовую медаль в весовой категории до 75 килограммов.
В 1939 году скончался от туберкулёза.